# Mater Olbia Hospital

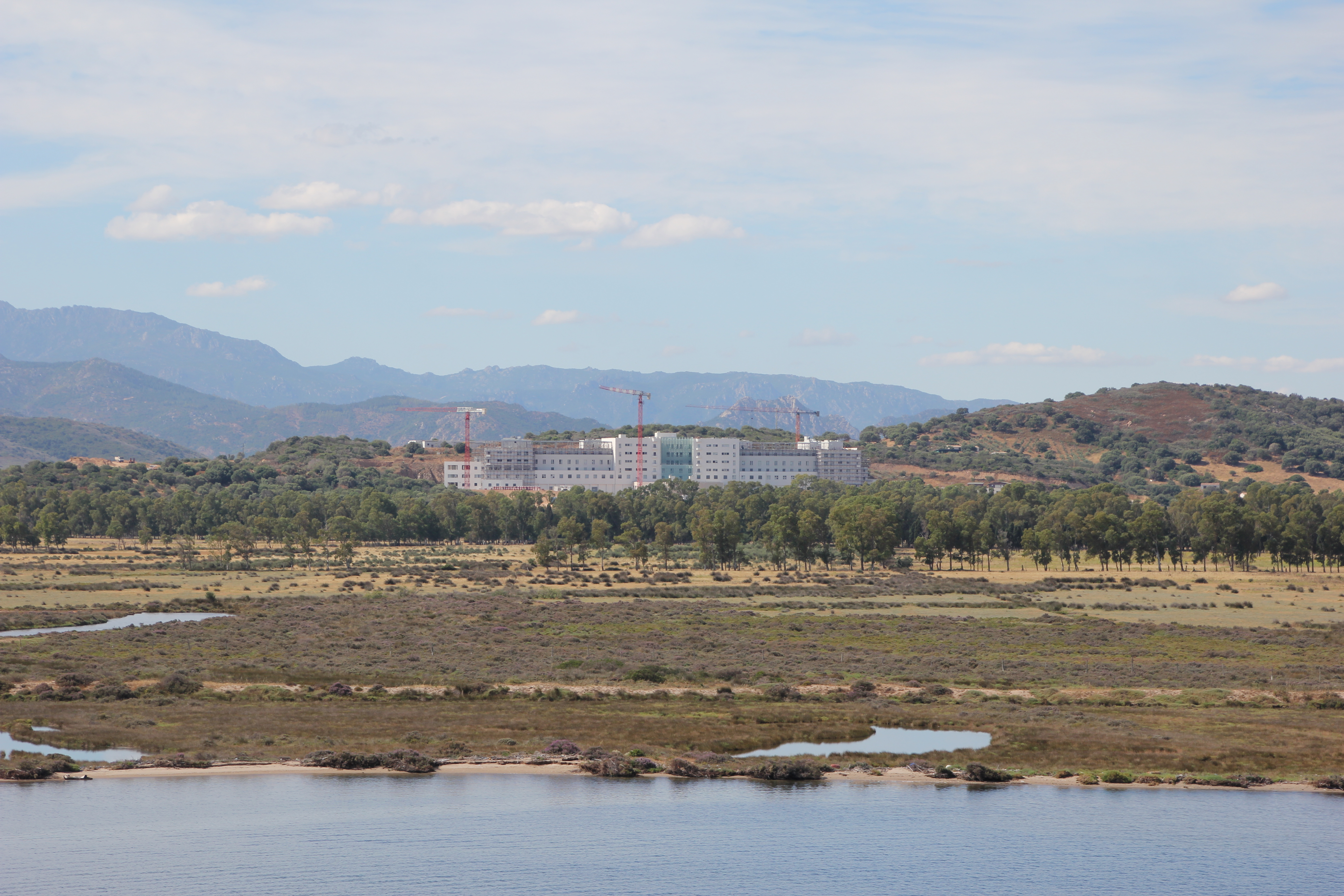

El Mater Olbia Hospital es un policlínico de Olbia resultado de la partnership entre Qatar Foundation y Fondazione Policlinico Universitario Agostino Gemelli IRCCS.
El Mater Olbia Hospital es un hospital con 500 empleados y cerca de 400 colaboradores externos y se dedica al tratamiento de enfermedades y al bienestar psicofísico de las personas.

## Historia
13 de julio de 2017
Qatar Foundation y Fondazione Policlinico Universitario Agostino Gemelli IRCCS anuncian la firma de una joint venture para Mater Olbia Hospital a Olbia, en Cerdeña. El hospital, adquirido de QFE a través la plataforma de inversión europea en el mayo de 2015, es objeto de notables intervenciones estructurales y tecnológicas que llevan a la definición de la estructura del nuevo hospital de Olbia.
12 de diciembre de 2018
Empiezan las primeras actividades ambulatorias y el policlínico se vuelve progresivamente operativo.
7 de enero de 2019
En la fase de arranque se gestionan 12 clínicas ambulatorias: cardiología, cirugía general, ultrasonidos, endocrinología, fisiología, gastroenterología, ginecología, mamografía, neurocirurgía, neurología, otorinolaringología y neumología.
17 de junio de 2019
Los servicios diagnósticos, como el laboratorio de análisis, el diagnóstico de las imágenes y el servicio ambulatorio especializado se acreditan de la administración regional de la Cerdeña.
1 de julio de 2019
El policlínico vuelve plenamente operativo: está dotado de 248 puestos leído, 202 de los cuales asociados con el Sistema Sanitario Nacional y 46 privados.
26 de marzo de 2020
La Junta Regional de Cerdeña, con la resolución del 26 de marzo de 2020, identifica el Hospital Mater Olbia como la estructura COVID-19 para la zona del norte de Cerdeña.
27 de abril de 2020
El constante y progresivo mejoramiento de la situación epidemiológica regional y nacional el hospital, de acuerdo con la Región de Cerdeña, deja de funcionar como Estructura COVID-19.
11 de junio de 2020
Se anuncia la firma de un acuerdo para que el hospital y los clubes de Cagliari y Olbia Calcio presten asistencia médica a los jugadores y al personal técnico de los dos equipos de fútbol.
20 de junio de 2020
Gracias a un acuerdo entre Embajada de Italia a Doha, Qatar Foundation y Hamad Medical Corporation, campeones de plasma de pacientes sanados del COVID-19 en Catar han sido transportados en Italia a bordo de un avión de la Aeronáutica italiana, con el objetivo de ayudar a las curas eficaces contra el virus. Los resultados de los análisis de los campeones, efectuadas por los laboratorios de la Universidad Católica del Sagrado Corazón, han sido examinados presso el Hospital Mater Olbia con el objetivo de valorar los anticuerpos y las respuestas del sistema inmunológico humano en las confrontaciones del plasma proveniente de pacientes sanados, normalmente rico de anticuerpos en grado de contrastar el progresar de la enfermedad.

## Modelo organizativo y actividad
Las salas del policlínico son:
- Anestesia y terapia intensiva
- Cardiología
- Cirugía Endocrinológica y Bariátrica
- Cirugía General
- Endocrinología
- Fisiatría: Rehabilitación y Neurorehabilitación Post-aguda
- Gastroenterología y endoscopia digestiva
- Ginecología y Senología
- Medicina de laboratorio
- Neurocirugía
- Neurología y Stroke Unit
- Ortopedia y Traumatología
- Otorrinolaringología (ENT)
- Radiología

El hospital presta servicios ambulatorios gracias al alcance de la acreditación con el Servizio Sanitario Nacional. También se le da la oportunidad de solicitar visitas de especialistas, investigaciones instrumentales e ingresos hospitalarios a cambio de una tarifa como parte de la actividad independiente del personal médico especialista presente.
Al 31 de julio de 2019, se habían prestado más de 13.000 servicios ambulatorios.

## Tecnologías avanzadas y áreas de excelencia
Los quirófanos son el corazón del hospital: son multimedia y capaces de comunicarse con el mundo exterior y con el sistema de información del hospital, garantizando al equipo quirúrgico un acceso constante a la información del paciente.
Las salas quirúrgicas del policlínico están dotadas de hecho de sistemas en grado de garantizar, a la vez, visión en altísima definición (Visión 4K), visión tridimensional (3D) y visión a fluorescencia angiográfica intraoperatoria.
El hospital está dotado de Revolution EVO, proyectado para apoyar la más amplia variedad de pacientes y aplicaciones, de traumas complejos o azares cardíacos.
Un instrumento único es la tecnología neuroangiográfica del biplano que permite al policlínico abastecer curas potencialmente salvavidas con velocidades y precisión elevada. Este instrumento es esencial para la intervención en procedimientos neurológicos sensibles y visualizaciones mejoradas de la neurovascularización del cerebro y de la columna vertebral.
El hospital tiene una máquina de mamografía digital equipada con detectores de estado sólido que convierten los rayos X en señales eléctricas. La imagen más clara de este dispositivo mejora la interpretación y facilita la visualización del tejido mamario denso y de los pequeños tumores.
El "Centro diagnóstico de senología" utiliza dispositivos convencionales (como mamografía, tomosíntesis, ultrasonidos, etc.) e instrumentos a alta tecnología que incluyen ultrasonido automatizado de mama (ABUS), mamografía espectral con contraste (CESM) y resonancia magnética (MRI) con contrasto mediano.

## Responsabilidad social
El policlínico ha adoptado un programa de responsabilidad social que incluye:
- programas de promoción y asistencia sanitaria,
- relaciones con la población local y el área de referencia,
- atención a pacientes que no son italianos y pacientes de diferentes religiones, idiomas y culturas.